# Storia della biologia
La storia della biologia traccia l'itinerario degli studi compiuti dall'uomo, sin dall'antichità e fino ai tempi moderni, intorno agli organismi viventi.

## Origini del concetto
Sebbene il concetto di biologia come autonomo campo di studi sia stato usato a partire dal XIX secolo, le scienze biologiche hanno guadagnato un'identità propria fin dal formarsi di una tradizione di scienza medica e di storia naturale fin dai tempi di Aristotele (IV secolo a.C.) e Galeno (II-III secolo d.C.).
Più avanti, protagonisti di questo sviluppo furono studiosi musulmani come al-Jahiz, Avicenna, Avenzoar, Ibn al-Baitar e Ibn al-Nafīs. Durante il Rinascimento in Europa e l'inizio dell'Evo moderno, il pensiero biologico fu rivoluzionato in Europa da un rinnovato interesse nell'empirismo e dalla scoperta di molti nuovi organismi. Figure centrali in questo movimento furono Vesalio e Harvey, che utilizzarono la sperimentazione e l'attenta osservazione della fisiologia, oltre a naturalisti come Linneo e Buffon, che cominciarono a classificare la diversità della vita e i reperti fossili, così come lo sviluppo e il comportamento degli organismi.
Lo sviluppo della microscopia rivelò il mondo precedentemente sconosciuto dei microrganismi, ponendo le basi per la teoria cellulare. La crescente importanza della teologia naturale, in parte una risposta alla richiesta della filosofia meccanicistica, incoraggiò la crescita della storia naturale, pur ancora ancorata ad una prospettiva teleologica.
Nei secoli XVIII e XIX, scienze biologiche come botanica e zoologia definirono sempre più la loro identità di discipline scientifiche e professionali. Lavoisier ed altri fisici iniziarono a collegare i mondi animati e inanimati attraverso la fisica e la chimica. Esploratori naturalisti come Alexander von Humboldt investigarono l'interazione tra gli organismi e l'ambiente circostante, e i modi con cui questa relazione dipende dalla geografia, gettando così le basi per la biogeografia, l'ecologia e l'etologia. I naturalisti iniziarono a rifiutare l'essenzialismo e a considerare l'importanza dell'estinzione e la mutevolezza delle specie.
La teoria della cellula fornì una nuova prospettiva sui fondamenti della vita. Questi sviluppi, così come i risultati dell'embriologia e della paleontologia, giunsero ad una sintesi fondamentale con la teoria di Charles Darwin dell'evoluzione per selezione naturale.
Sul finire del XIX secolo venne definitivamente abbandonata la teoria della generazione spontanea e si stabilì l'origine microbica delle malattie, sebbene il meccanismo della ereditarietà rimanesse un mistero. All'inizio del XX secolo, la riscoperta dell'opera di Gregor Mendel portò al rapido sviluppo della genetica da parte di Thomas Hunt Morgan e dei suoi studenti, mentre negli anni trenta la combinazione della genetica delle popolazioni e della teoria della selezione naturale condussero alla cosiddetta "sintesi neodarwiniana".
Nuove discipline si svilupparono rapidamente, specialmente dopo che James Dewey Watson e Francis Crick avanzarono delle ipotesi sulla struttura del DNA. Dopo la definizione del dogma centrale della biologia molecolare e la decifrazione del codice genetico, la biologia fu separata tra biologia organica - riferita a organismi interi e gruppi di organismi - e biologia cellulare e molecolare. Alla fine del XX secolo, nuovi campi come genomica e proteomica stavano invertendo questo andamento, con biologi organici che utilizzavano tecniche molecolari e biologi molecolari e cellulari che investigavano le interrelazioni tra i geni e l'ambiente circostante.

## Etimologia
La parola biologia è formata da due parole, dal greco, βίος (bios), che vuol dire "vita", e il suffisso '-logia', che vuol dire "scienza", "conoscenza", "studio", basato sul verbo greco λεγειν, 'legein' = "selezionare" (da λόγος, 'lògos' = "parola"). Il termine biologia nel suo senso moderno pare sia stato introdotto indipendentemente da Karl Friedrich Burdach (nel 1800), Gottfried Reinhold Treviranus (Biologie oder Philosophie der lebenden Natur, 1802) e Jean-Baptiste Lamarck (Hydrogéologie, 1802). La parola appare nel titolo del terzo volume dei Philosophiae naturalis sive physicae dogmaticae (1766) di Michael Christoph Hanov.
Prima del termine biologia, vi erano molte parole usate per indicare lo studio di animali e piante. L'espressione "storia naturale" si riferiva agli aspetti descrittivi della biologia, sebbene essa includeva anche la mineralogia e altri campi non biologici. Dal medioevo al rinascimento, la cornice unificante della storia naturale era la "scala naturae" o "Grande Catena dell'Essere". La filosofia naturale e la teologia naturale comprendevano la base concettuale e metafisica della vita vegetale ed animale, in relazione ai problemi del perché gli organismi esistano e si comportino in un certo modo, sebbene queste materie includessero anche ciò che ora è geologia, fisica, chimica ed astronomia. La fisiologia e la farmacologia (botanica) erano la periferia della medicina. Botanica, zoologia e, nel caso dei fossili, geologia rimpiazzarono la storia naturale e la filosofia naturale nei secoli XVIII e XIX, prima che il termine biologia fosse ampiamente adoperato.

## Conoscenza antica e medievale

### Le prime culture
I primi uomini trasmettevano la conoscenza sulle piante e sugli animali per aumentare le loro possibilità di sopravvivenza. Questo può aver incluso conoscenze di anatomia umana e animale, e aspetti del comportamento animale (come le migrazioni). Tuttavia, uno dei più importanti punti di svolta nella conoscenza biologica avvenne con la Rivoluzione neolitica, circa 10.000 anni fa. Gli uomini prima addomesticarono le piante per la coltivazione, poi il bestiame per accompagnare le società sedentarie risultanti.
Le culture antiche della Mesopotamia, dell'Egitto, del subcontinente indiano e della Cina (tra le altre) possedevano sofisticati sistemi di conoscenza filosofica, religiosa e tecnica che comprendevano il mondo vivente, e miti della creazione spesso centrati su alcuni aspetti della vita. Tuttavia, le radici della moderna biologia risalgono di solito fatte alla tradizione secolare della filosofia greca antica.

### Le tradizioni dell'antica Grecia

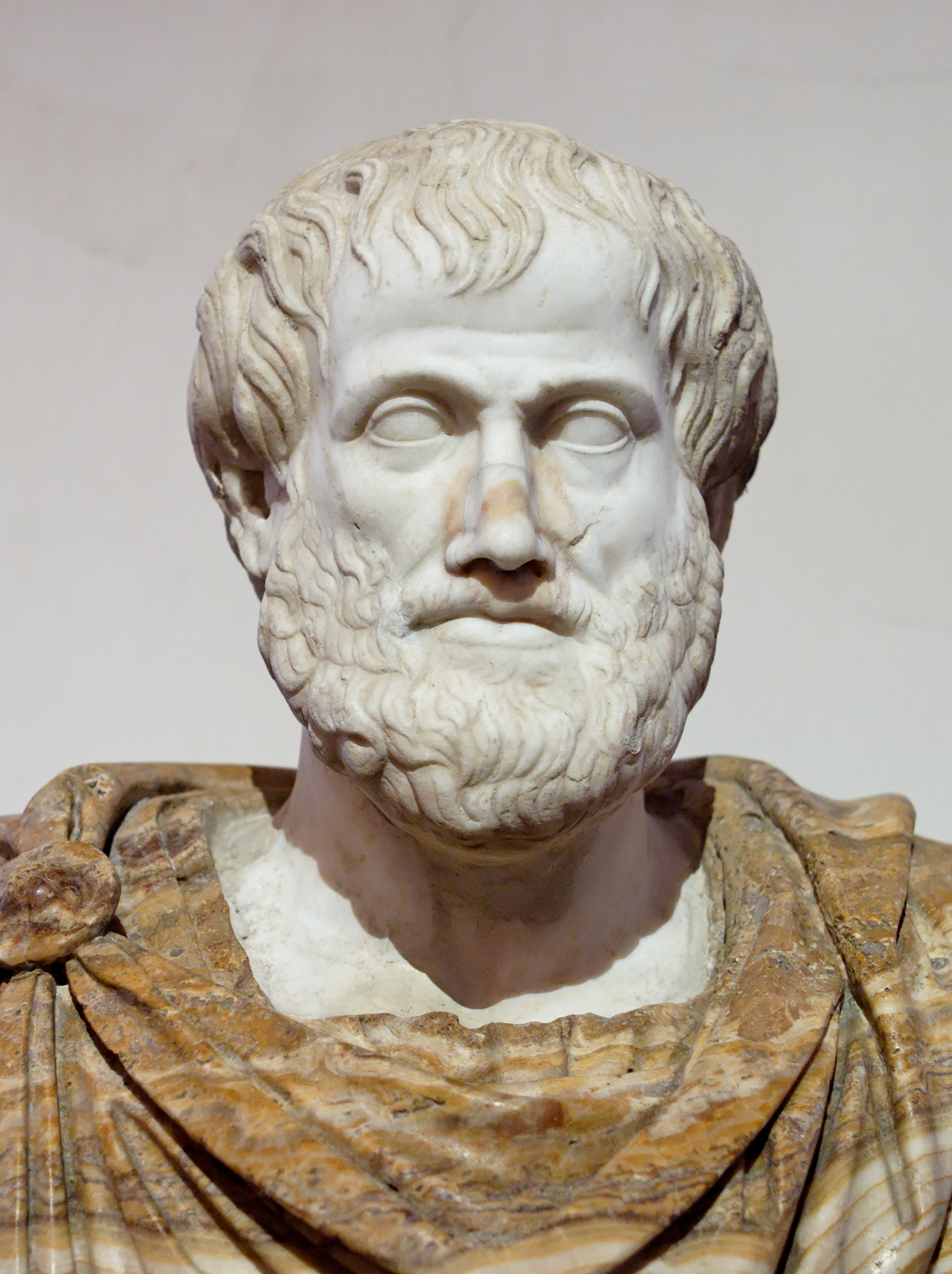
Aristotele, padre della biologia.

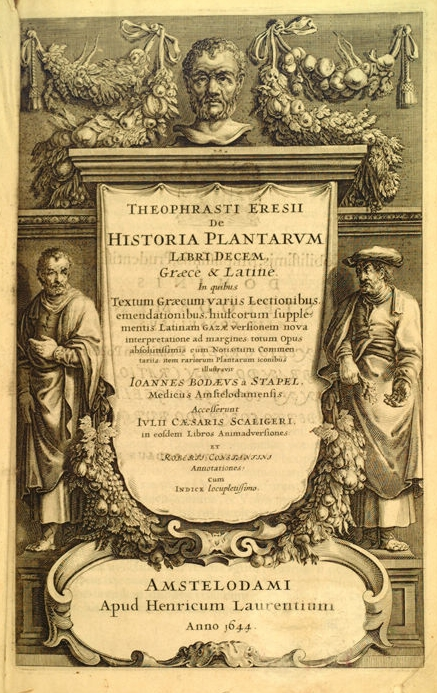
Frontespizio di una versione del 1644 dell'edizione espansa ed illustrata della Historia Plantarum (ca. 1200), originariamente scritta verso il 300 a.C.

I filosofi presocratici si posero molte domande sulla vita, ma produssero poca conoscenza sistematica di specifico interesse biologico, sebbene i tentativi degli atomisti di spiegare la vita in termini puramente fisici si sono ripresentati periodicamente lungo la storia della biologia. Tuttavia, le teorie mediche di Ippocrate e dei suoi seguaci, specialmente la teoria umorale, ebbero un impatto duraturo.
Il filosofo Aristotele, padre della biologia , fu il più influente studioso del mondo vivente dell'antichità classica. Sebbene il suo primo lavoro sulla filosofia naturale fosse speculativo, gli ultimi scritti biologici di Aristotele erano più empirici, concentrandosi sulla causazione biologica e la diversità della vita. Aristotele fece innumerevoli osservazioni sulla natura, specialmente sulle abitudini e gli attributi degli animali e delle piante del mondo attorno a lui, prestò rilevante attenzione anche nel categorizzare. Su tutte, Aristotele classificò 540 specie animali e ne dissezionò almeno 50. Egli credeva che fini intellettuali, cause formali, guidassero tutti i processi naturali.
Aristotele, e poi tutti gli studiosi occidentali dopo di lui fino al XVIII secolo, credevano che le creature fossero posizionate in una scala graduata di perfezione che risale dalle piante fino agli uomini: la scala naturae o Grande Catena dell'Essere. Il successore di Aristotele al Liceo, Teofrasto, scrisse una serie di libri sulla botanica, "La Storia delle Piante" - che sopravvissero come il contributo più importante dell'antichità alla botanica, anche nel medioevo.
Molti dei nomi di Teofrasto sopravvivono ai tempi moderni, come il termine "carpos" per la frutta, e "pericarpon" per la buccia dei semi. Plinio il Vecchio era anche noto per la sua conoscenza delle piante e della natura, e fu il più prolifico compilatore di descrizioni zoologiche.
Pochi studiosi nel periodo ellenistico sotto i Tolomei - in particolare Erofilo da Calcedonia ed Erasistrato di Chio - modificarono il lavoro fisiologico di Aristotele, anche praticando dissezioni e vivisezioni empiriche. Claudio Galeno divenne l'autorità più importante sulla medicina e sull'anatomia. Sebbene qualche atomista antico, come Lucrezio, avesse sfidato il punto di vista teleologico aristotelico, secondo il quale tutti gli aspetti della vita sono il risultato di un progetto o finalità, la teleologia (e, dopo l'ascesa del cristianesimo, la teologia naturale) sarebbero rimaste essenzialmente centrali nel pensiero biologico fino ai secoli XVIII e XIX. Ernst Mayr notò che "Nulla di qualche conseguenza reale avvenne in biologia dopo Lucrezio e Galeno fino al Rinascimento." Le idee di storia naturale e medicina della tradizione greca sopravvissero, ma furono generalmente assunte acriticamente nell'Europa medievale.

### Conoscenza medievale

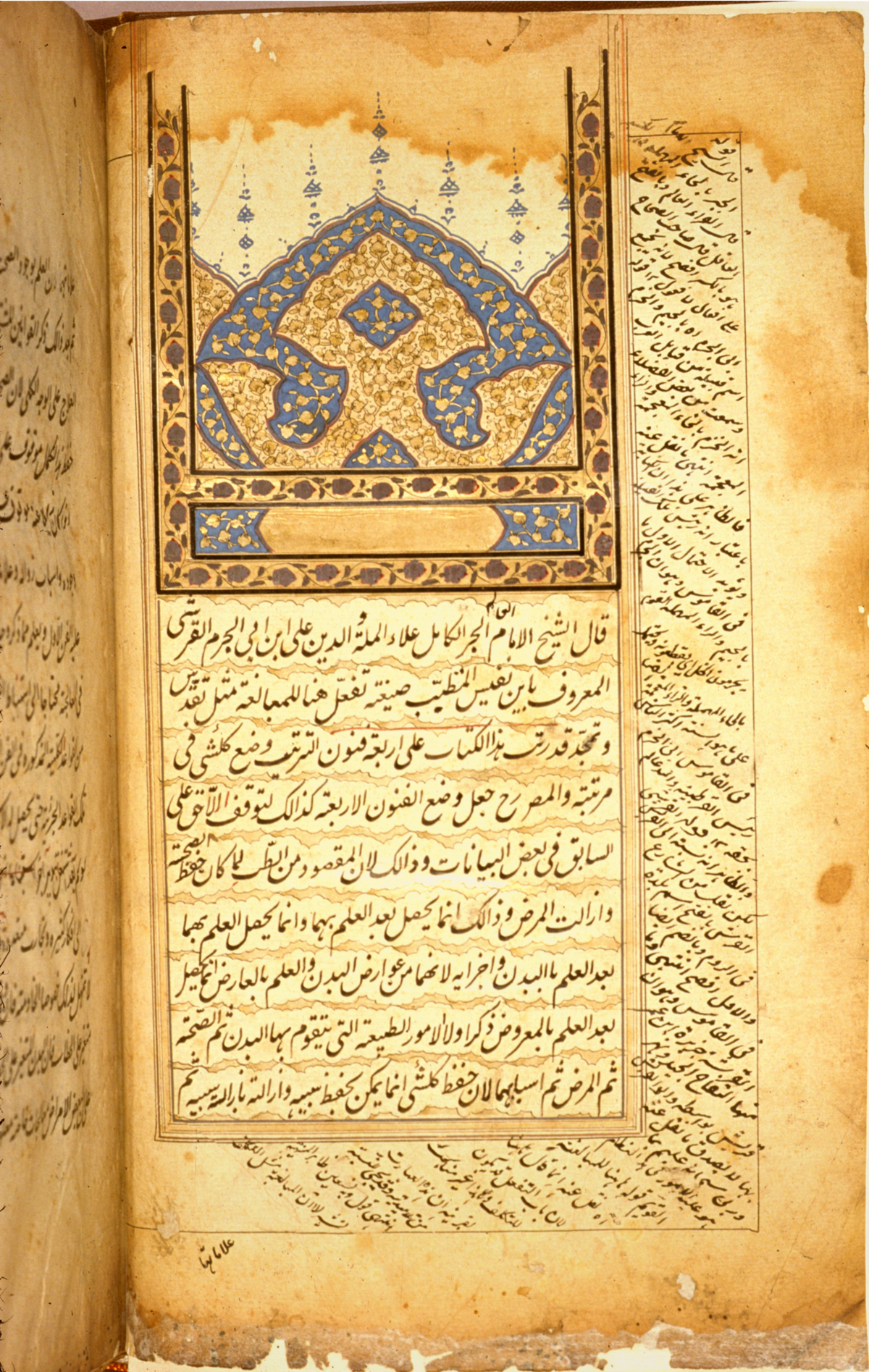
Un'opera biomedica di Ibn al-Nafīs, che tramite la dissezione empirica scoprì la circolazione polmonare e la circolazione coronaria.

Il declino dell'Impero Romano portò alla scomparsa e alla distruzione di molta conoscenza, sebbene i fisici ancora utilizzassero molti aspetti della tradizione greca nella loro attività pratica. A Bisanzio e nel mondo Islamico, molte delle opere greche furono tradotte in arabo e molte delle opere di Aristotele furono conservate.
Fisici, scienziati e filosofi medievali musulmani diedero contributi significativi alla conoscenza della biologia,tra i secoli VIII e XIII, periodo noto come "l'età dell'oro islamica" o "rivoluzione agricola musulmana". In zoologia, per esempio, lo studioso afro-arabo al-Jahiz (781-869) descrisse primitive idee evoluzioniste come la lotta per la sopravvivenza, introdusse l'idea di una catena alimentare, e fu un primo aderente del determinismo ambientale. Il biologo curdo Al-Dinawari (828-896) è considerato il fondatore della botanica araba con il suo "Libro delle Piante", nel quale egli descrisse almeno 637 piante e discusse il loro sviluppo dalla nascita alla morte, descrivendone le fasi della crescita e la produzione di fiori e frutti. In anatomia e fisiologia, il fisico persiano Rhazes (865-925) condusse un primo esperimento per confutare la teoria di Galeno degli umori.
Nella medicina sperimentale, il fisico persiano Avicenna (980-1037) introdusse prove cliniche e la farmacologia clinica ne "Il Canone della Medicina", rimasto un testo d'autorità nell'educazione medica europea fino al XVII secolo.
Il fisico arabo andaluso Avenzoar (1091-1161) fu un primo praticante della dissezione empirica e dell'autopsia, che condusse per provare che la scabbia, una malattia della pelle, era causata da un parassita, una scoperta che sconvolgeva la teoria degli umori. Egli introdusse anche la chirurgia sperimentale, in cui si effettua una verifica sugli animali per sperimentare tecniche chirurgiche prima di usarle sugli esseri umani.
Durante una carestia in Egitto nel 1200, Abd-el-latif osservò ed esaminò un gran numero di scheletri, e scoprì che Galeno aveva sbagliato sulla formazione degli ossi della mascella e dell'osso sacro.
All'inizio del secolo XIII, il biologo arabo andaluso Abu al-Abbas al-Nabati sviluppò un primo metodo scientifico per la botanica, introducendo tecniche empiriche e sperimentali per la verifica, la descrizione e l'identificazione di numerose materie mediche, e la separazione di relazioni non verificate da quelle supportate da verifiche e osservazioni effettive.
Il suo discepolo Ibn al-Baitar (d. 1248) scrisse un'enciclopedia farmaceutica descrivendo 1.400 piante, cibi e droghe, 300 dei quali erano sue proprie originali scoperte. Una traduzione latina della sua opera venne utilizzata da biologi e farmacisti europei nei secoli XVIII e XIX.
Il fisico arabo Ibn al-Nafīs (1213-1288) fu un altro primo praticante della dissezione sperimentale e dell'autopsia, che nel 1242 scoprì la circolazione polmonare e la circolazione coronarica, che formano le basi del sistema circolatorio. Egli descrisse anche il concetto di metabolismo, e confutò le teorie errate di Galeno e di Avicenna su quattro umori, pulsazione, ossa, muscoli, intestino, organi di senso, canali biliari, esofago e stomaco.

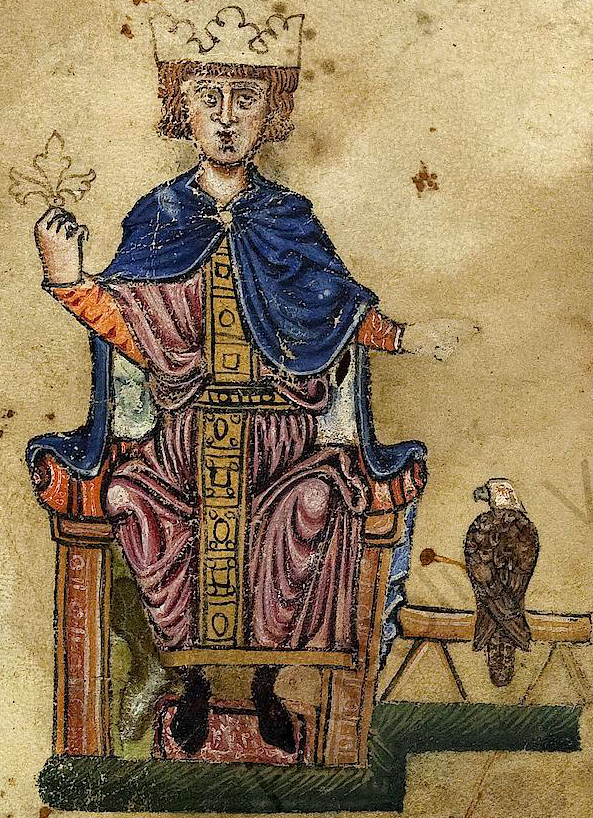
Il De arte venandi cum avibus, scritto da Federico II, fu un importante testo di storia naturale medievale che esplorava la morfologia degli uccelli

Durante l'alto medioevo, pochi studiosi europei come Ildegarda di Bingen, Alberto Magno e Federico II ampliarono il canone di storia naturale. La crescita delle università europee, sebbene importante per la fisica e la filosofia, ebbe poco impatto sullo studio della biologia.

## Rinascimento e primi sviluppi moderni
Il Rinascimento Europeo condusse a maggiore interesse sia nella storia naturale che nella fisiologia empiriche. Nel 1543, Andreas Vesalius inaugurò l'età moderna della medicina occidentale con il suo trattato di anatomia umana "De humani corporis fabrica", basato sulla dissezione dei corpi. Vesalius fu il primo di una serie di anatomisti che gradualmente rimpiazzò lo scolasticismo con l'empirismo nella fisiologia e nella medicina, poggiandosi su esperienze di prima mano, piuttosto che sull'autorità e su ragionamenti astratti. Grazie all'erbalismo, la medicina fu anche, indirettamente, causa di rinnovato empirismo nello studio delle piante. Otto Brunfels, Hieronymus Bock e Leonhart Fuchs scrissero ampiamente sulle piante selvatiche, dando inizio ad un approccio basato sulla natura per l'intera gamma della vita vegetale. Anche i bestiari - un genere che combinava la conoscenza naturale e quella figurativa sugli animali - divennero più sofisticati, specialmente con l'opera di William Turner, Pierre Belon, Guillaume Rondelet, Conrad Gessner e Ulisse Aldrovandi.
Anche artisti come Albrecht Dürer e Leonardo da Vinci, spesso lavorando con naturalisti, si interessarono ai corpi degli animali e degli uomini, studiandone dettagliatamente la fisiologia e contribuendo alla crescita della conoscenza anatomica.
Le tradizioni dell'alchimia e della magia naturale, specialmente nell'opera di Paracelso, apportarono un ulteriore contributo alla conoscenza del mondo vivente. Gli alchimisti affrontavano problemi organici attraverso un'analisi chimica e sperimentavano liberamente sia con la farmacologia biologica che con quella minerale. Questo fu parte di una più vasta transizione nelle visioni del mondo (l'ascesa della filosofia meccanicista) che continuò nel XVII secolo, quando la metafora tradizionale della natura come organismo fu rimpiazzata dalla metafora della natura come macchina.

### XVII e XVIII secolo

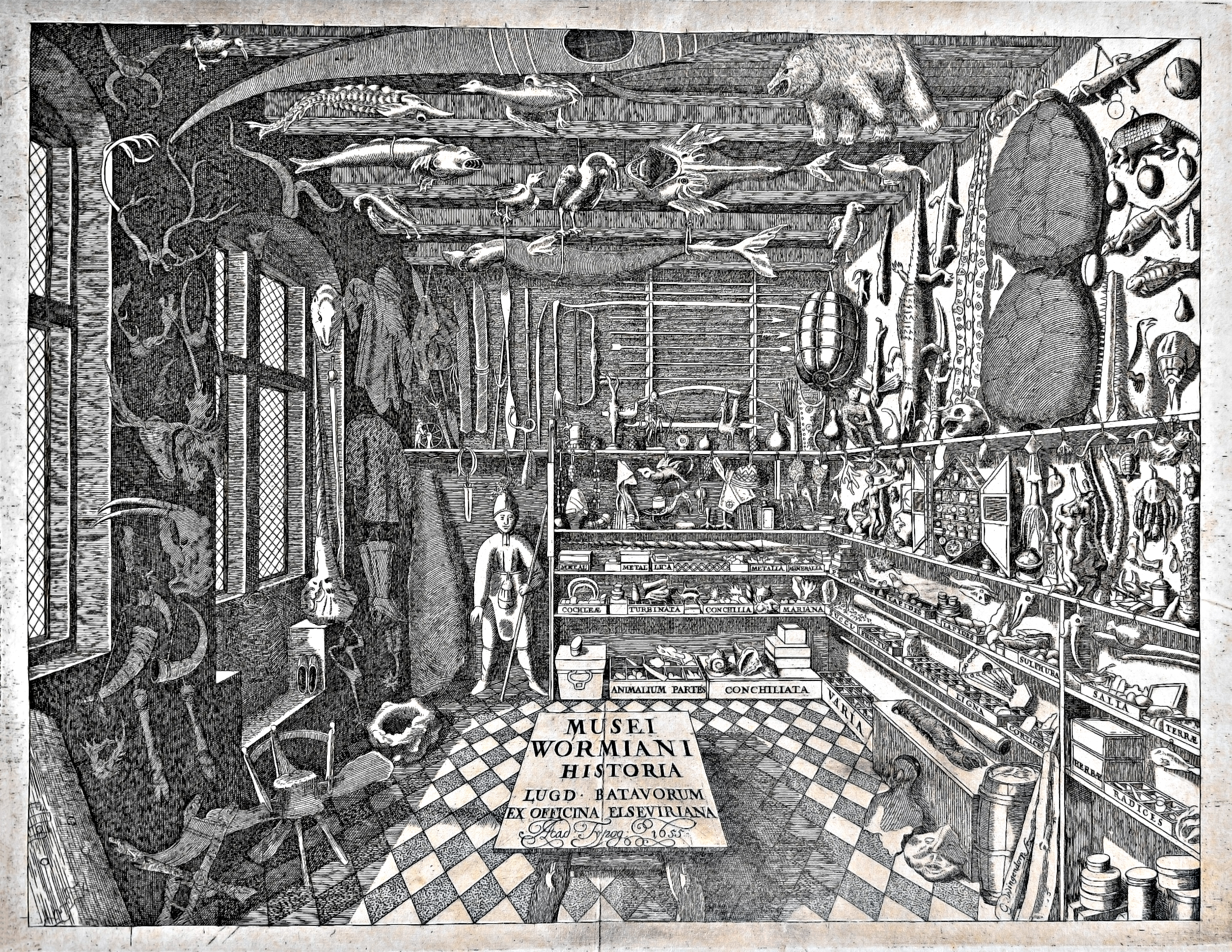
Le "camere delle meraviglie", come quella di Ole Worm, erano centri di conoscenza biologica all'inizio dell'età moderna, riunendo in un unico posto organismi provenienti da tutto il mondo. Prima dell'età delle esplorazioni, i naturalisti avevano poca idea della reale dimensione della biodiversità.

Estendendo il lavoro di Vesalius con esperimenti su corpi ancora vivi, sia di uomini che di animali, William Harvey ed altri filosofi naturali investigarono i ruoli del sangue, delle vene e delle arterie. Il "De Motu Cordis" di Harvey, nel 1628, fu l'inizio della fine per la teoria galenica, e, accanto agli studi di Santorio Santorio sul metabolismo, fu un importante modello per approcci quantitativi alla fisiologia.
All'inizio del XVII secolo, il micromondo della biologia stava appena iniziando ad aprirsi. Alcuni fabbricanti di lenti e filosofi naturali avevano creato rudimentali microscopi a partire dalla fine del XVI secolo, e nel 1665, Robert Hooke pubblicò il saggio "Micrographia" basato su osservazioni con un microscopio da lui stesso costruito. Ma fu solo a seguito dei notevoli miglioramenti apportati da Antony van Leeuwenhoek nella fabbricazione di lenti a partire dagli anni 1670 (che arrivarono a consentire un ingrandimento fino a 200 volte con una sola lente) che gli studiosi poterono scoprire spermatozoi, batteri, infusori e la straordinaria diversità della vita microscopica. Simili investigazioni condotte da Jan Swammerdam portarono nuovo interesse nell'entomologia e fondarono le tecniche basilari della dissezione e della colorazione microscopiche.

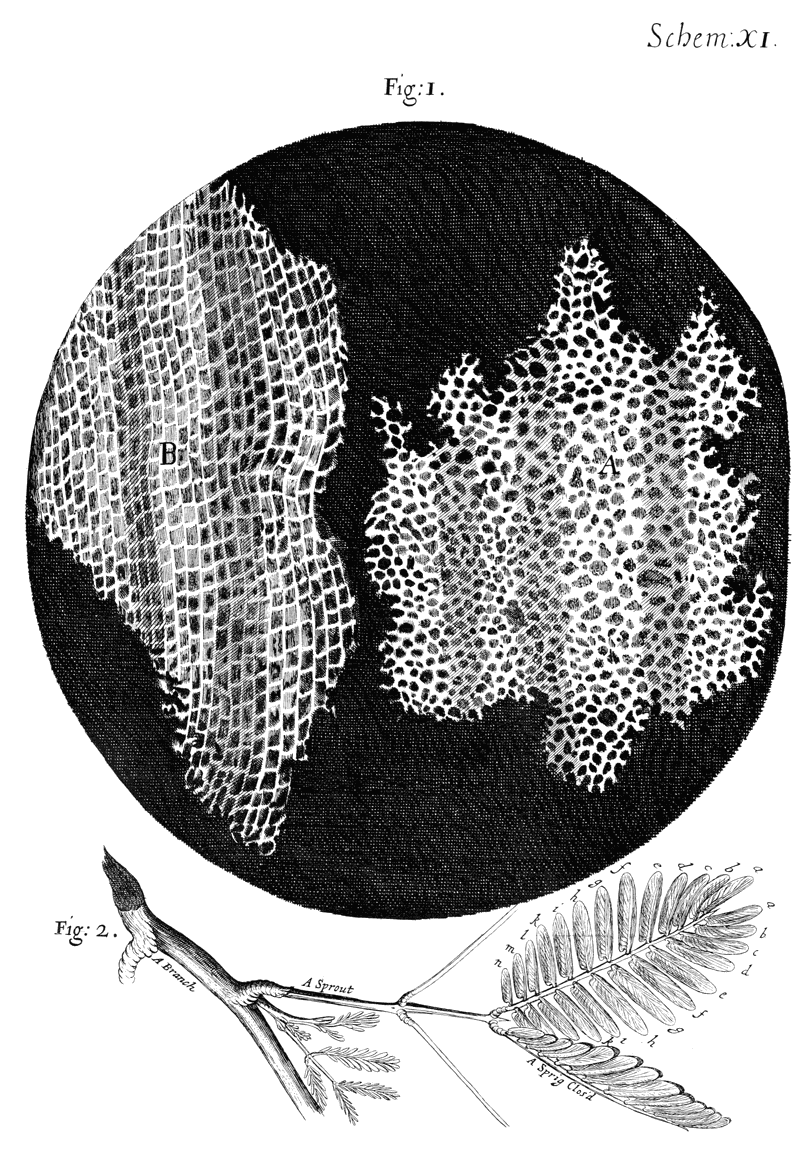
In Micrographia, Robert Hooke aveva utilizzato la parola "cellula" per indicare strutture biologiche come questo pezzo di sughero, ma solo dal XIX secolo gli scienziati considerarono la cellula come la base universale della vita.

Mentre il mondo microscopico si stava espandendo, il mondo macroscopico si andava rimpicciolendo. Botanici come John Ray lavorarono per incorporare l'alluvione di organismi che continuamente venivano scoperti e trasportati via nave da tutto il globo in una tassonomia coerente, e in una coerente teologia (teologia naturale).
Il dibattito su un'altra alluvione, il Diluvio Universale, catalizzò lo sviluppo della paleontologia; nel 1669 Nicholas Steno (Nicola Stenone) pubblicò un saggio su come i resti di organismi viventi potessero essere stati intrappolati in strati di sedimenti ed essersi mineralizzati per produrre i fossili. Sebbene le idee di Stenone sulla fossilizzazione fossero ben note e molto dibattute tra i filosofi naturali, un'origine organica per tutti i fossili non fu accettata da tutti i naturalisti fino alla fine del XVIII secolo a causa del dibattito filosofico e teologico riguardo temi come l'età della Terra e l'estinzione. La sistematizzazione, nomenclatura e classificazione dominò la storia naturale per molta parte dei secoli XVII e XVIII.
Nel 1735 Carolus Linnaeus (Carlo Linneo) pubblicò una tassonomia di base per il mondo naturale (variazioni della quale sono state da allora utilizzate fino ad oggi), e negli anni 1750 introdusse nomi scientifici per tutte le specie. Mentre Linneo concepiva le specie come parti immutabili di una gerarchia progettata, l'altro grande naturalista del XVIII secolo, Georges-Louis Leclerc, Comte de Buffon, riteneva le specie come categorie artificiali e le forme viventi come mutevoli - suggerendo anche la possibilità di una discendenza comune. Sebbene contrario all'evoluzionismo, Buffon è una figura chiave nella storia del pensiero evoluzionista; la sua opera avrebbe influenzato le teorie evoluzioniste sia di Lamarck che di Darwin.
La scoperta e la descrizione di nuove specie e la raccolta di esemplari divenne una passione di gentiluomini dediti alle scienze ed un affare lucroso per imprenditori; molti naturalisti viaggiarono il mondo in ricerca di conoscenza scientifica ed avventura.

## Diciannovesimo secolo: l'emergere delle discipline biologiche
Fino al XIX secolo, lo scopo della biologia era ampiamente diviso tra la medicina, che investigava questioni di forma e funzione (per esempio, la fisiologia), e storia naturale, che riguardava la diversità della vita e le interazioni tra diverse forme di vita e tra vita e non vita. A partire dal 1900, molte di questi domini si sovrapposero, mentre la storia naturale (e la sua controparte filosofia naturale) avevano ampiamente dato modo a discipline scientifiche più specializzate - citologia, batteriologia, morfologia, embriologia, geografia, e geologia.
Nel corso dei suoi viaggi, Alexander von Humboldt mappò la distribuzione di piante attraverso i paesaggi e registrò una varietà di condizioni fisiche come pressione e temperatura.

### Storia naturale e filosofia naturale
Il viaggio di Widespread condotto da naturalisti all'inizio-la metà del XIX secolo risultò una moltitudine di nuove informazioni sulla diversità e la distribuzione di organismi viventi. Di particolare importanza fu l'opera di Alexander von Humboldt, che analizzò la relazione tra gli organismi e il loro ambiente (per esempio, il dominio della storia naturale) usando gli approcci quantitativi della filosofia naturale (per esempio, fisica e chimica). L'opera di Humboldt gettò le basi della biogeografia e ispirò molte generazioni di scienziati.

#### Evoluzione e biogeografia

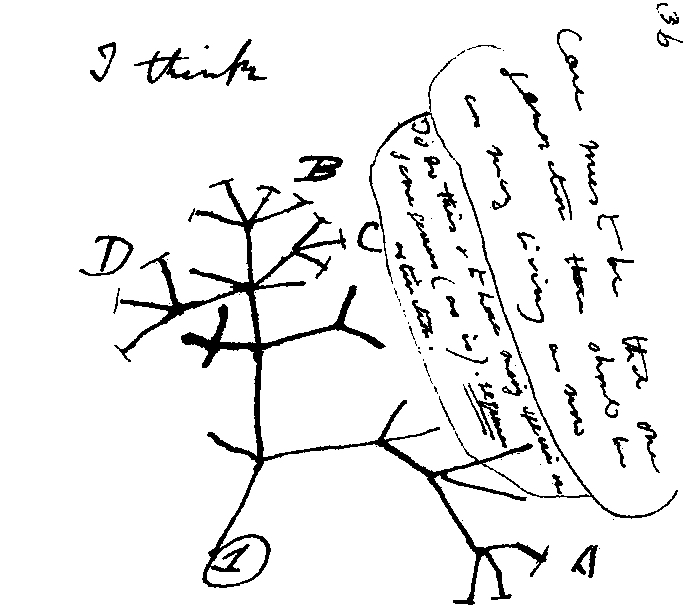
Primo schizzo di Charles Darwin di un albero dell'evoluzione (dal First Notebook on Transmutation of Species, del 1837)

La più significativa teoria evoluzionista prima di quella di Darwin fu quella di Jean-Baptiste Lamarck, basata sull'ereditarietà delle caratteristiche acquisite (un meccanismo ereditario che era ampiamente accettato fino al XX secolo), che descriveva una catena di sviluppo dal più piccolo dei microbi agli uomini; si sviluppa così il lamarckismo, la prima teoria evoluzionistica elaborata da Lamarck agli inizi del XIX secolo. E ancora la teoria delle catastrofi naturali, formulata agli inizi del XIX secolo, da parte di Georges Cuvier.
Il naturalista britannico Charles Darwin, combinando l'approccio biogeografico di Humboldt, la geologia uniformitaria di Lyell, gli scritti di Thomas Malthus sulla crescita della popolazione, e la sua personale esperienza morfologica, creò una più efficace teoria evoluzionista basata sulla selezione naturale; simile evidenza condusse Alfred Russel Wallace a raggiungere indipendentemente le stesse conclusioni.
La pubblicazione, nel 1859, della teoria di Darwin nel libro "Sull'origine della Specie per mezzo della Selezione Naturale", o "Preservation of Favoured Races in the Struggle for Life", in cui viene introdotto il concetto di selezione naturale e 
evoluzione è spesso considerato l'evento centrale nella storia della biologia moderna. La stabilita credibilità di Darwin come naturalista, il tono sobrio dell'opera, e la quantità di prove addotte, consentirono all'Origine della Specie di riuscire dove precedenti opere evoluzioniste (come l'anonimo "Vestiges of Creation") avevano fallito.
La maggior parte degli scienziati furono convinti dell'evoluzione e della presenza di un progenitore comune dalla fine del XIX secolo. Tuttavia, la selezione naturale non sarebbe stata accettata come il principale meccanismo dell'evoluzione fino al XX secolo inoltrato, siccome la maggior parte delle principali teorie dell'eredità sembravano incompatibili con l'ereditarietà di variazioni casuali.
Wallace, seguendo le prime opere di de Candolle, Humbolt e Darwin, fornì maggiori contributi alla zoogeografia. A causa del suo interesse per l'ipotesi della transmutazione, prestò particolare attenzione alla distribuzione geografica si specie tra loro vicine, nei suoi lavori sul campo, prima in Sud America, e poi nell'arcipelago malese. Nell'arcipelago identificò la linea di Wallace, una linea che corre attraverso le Spice Islands, dividendo la fauna dell'arcipelago tra una zona asiatica e una zona australiana della Nuova Guinea. Alla sua domanda chiave, come mai le faune di isole con climi così simili potessero essere così diverse, poteva soltanto essere risposta considerando la loro origine. Nel 1876 egli descrisse la distribuzione geografica degli animali, che fu l'opera di riferimento standard per più di mezzo secolo, ed un seguito, Island Life, del 1880 che si concentrava sulla biogeografia dell'isola. Estese il sistema a 6 zone sviluppato da Philip Sclater per descrivere la distribuzione geografica degli uccelli ad animali di tutti i tipi. Il suo metodo di tabulazione di dati sui gruppi animali in zone geografiche sottolineava le discontinuità, e il suo apprezzamento dell'evoluzione gli consentiva di proporre spiegazioni razionali, che non erano mai state esposte prima.

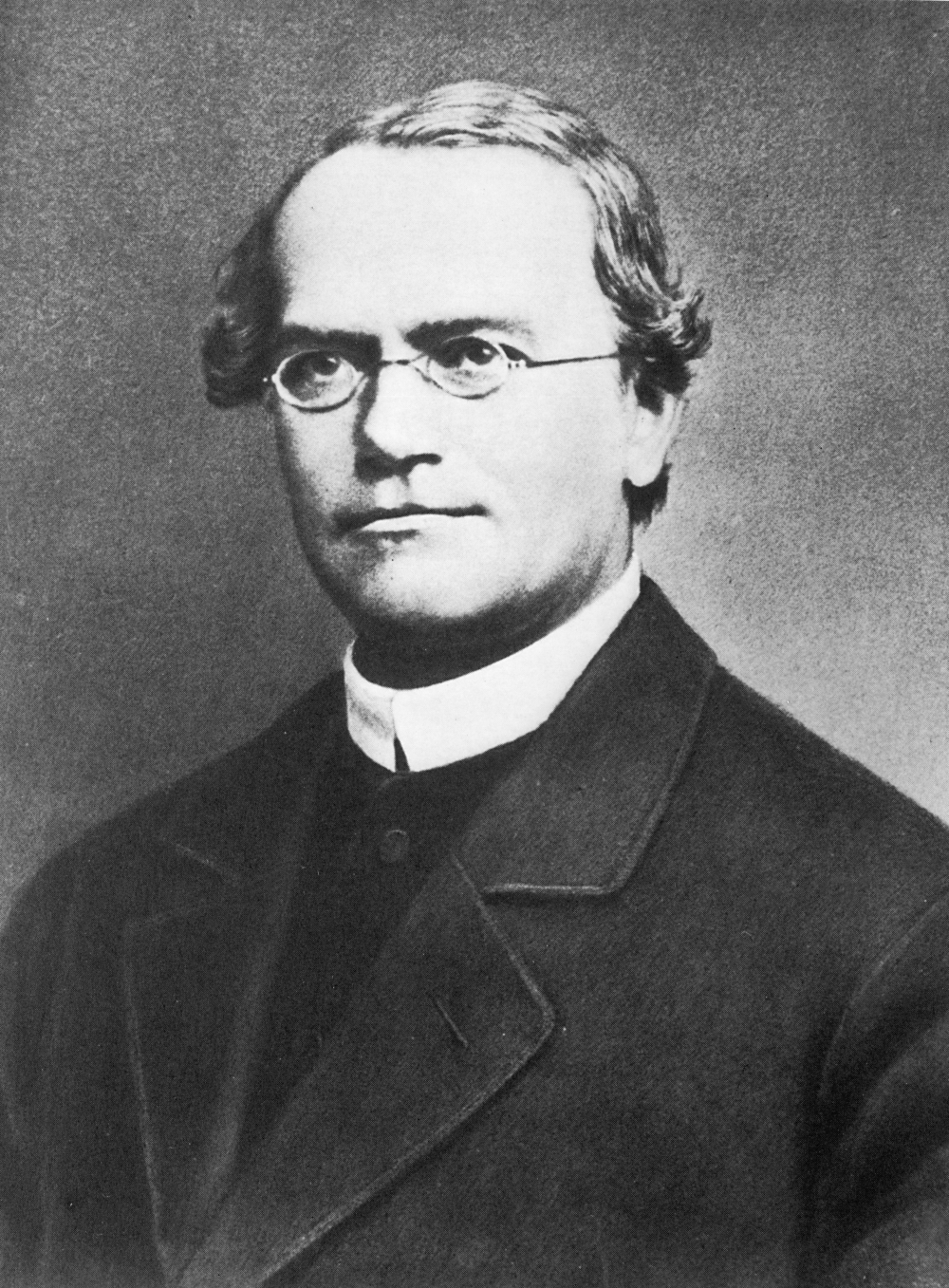
Gregor Mendel, padre della genetica.

Lo studio scientifico dell'ereditarietà ebbe notevoli impulsi sulla scia dell'Origine della Specie di Darwin e con l'opera di Francis Galton. L'origine della genetica coincide con il lavoro del 1866 del monaco agostiniano Gregor Mendel, padre della genetica , autore dell'opera Esperimenti sull'ibridazione delle piante (1865) e noto per Le leggi di Mendel (legge della dominanza, legge della segregazione, legge dell'assortimento indipendente). Tuttavia, la sua opera non fu riconosciuta come significativa fino a 35 anni dopo. Nel frattempo, una varietà di teorie dell'ereditarietà (basate sulla pangenesi, ortogenesi, o altri meccanismi) furono dibattute ed investigate con forza. L'embriologia e l'ecologia inoltre divennero campi biologici centrali, specialmente correlati all'evoluzione e resi popolari grazie all'opera di Ernst Haeckel. La maggior parte dei lavori del XIX secolo sull'ereditarietà, tuttavia, non fu nel regno della storia naturale, ma in quello della fisiologia sperimentale.

### Fisiologia
Nel corso del XIX secolo, lo scopo della fisiologia si espanse notevolmente, sia in campo medico sia a una investigazione a più ampia scala dei processi fisici e chimici della vita - includendo piante, animali ed anche microorganismi in aggiunta all'uomo. Gli esseri viventi come macchine divennero una metafora dominante nel pensiero biologico e persino sociale.
Lo sviluppo della attrezzatura da laboratorio e i metodi sperimentali sviluppati da Louis Pasteur ed altri biologi contribuirono al giovane campo della batterologia alla fine del XIX secolo.

#### Teoria della cellula, embriologia e teoria dei germi
Gli avanzamenti nella microscopia ebbero anche un profondo impatto sul pensiero biologico. All'inizio del XIX secolo, un certo numero di biologi riconobbe l'importanza centrale della cellula. Nel 1838 e 1839, Schleiden e Schwann iniziarono a promuovere le idee che l'unità basilare degli organismi è la cellula e che le cellule individuali hanno tutte le caratteristiche della vita, sebbene essi avversarono l'idea che tutte le cellule derivino dalla divisione di altre cellule. Grazie al lavoro di Robert Remak e Rudolf Virchow, tuttavia, a partire dagli anni 1860 la maggior parte dei biologi accettarono tutti e tre i principi di ciò che iniziò ad essere conosciuta come teoria della cellula.
La teoria della cellula condusse i biologi a considerare gli organismi individuali come assemblaggi interdipendenti di cellule individuali. Gli scienziati nel campo in ascesa della citologia, forniti di microscopi sempre più potenti e di nuovi metodi di colorazione, presto trovarono che anche singole celle erano molto più complesse rispetto alle camere omogenee riempite di fluido descritte dai primi microscopisti. Robert Brown aveva descritto il nucleo nel 1831, e a partire dalla fine del XIX secolo i citologisti identificarono molti dei componenti chiave delle cellule: cromosomi, centrosomi, mitocondri, cloroplasti, ed altre strutture rese visibili attraverso la colorazione.
Tra il 1874 e il 1884 Walther Flemming descrisse gli stadi discreti della mitosi, mostrando che essi non erano artefatti della colorazione ma eventi che accadevano nelle cellule viventi, e inoltre che i cromosomi si raddoppiavano di numero appena prima che la cellula si dividesse e fosse prodotta una cellula figlia. Molta della ricerca sulla riproduzione cellulare confluì nella teoria di August Weismann sull'ereditarietà: egli identificò il nucleo (in particolare i cromosomi) come il materiale ereditario, propose la distinzione tra cellule somatiche e cellule germ(arguing che il numero di cromosomi deve be halved for germ cells, un precursore del concetto di meiosi), ed adottò la teoria di Hugo de Vries su pangenes. Weismannism era estremamente influente, specialmente nel nuovo campo della embriologia sperimentale.
Dalla metà degli anni 1850 la teoria del miasma, quale causa delle malattie, fu ampiamente superata dalla teoria dei germi, suscitando ampio interesse nei microorganismi e nelle loro interazioni con altre forme di vita. Dagli anni 1880, la batteriologia iniziò a diventare una disciplina coerente, specialmente attraverso l'opera di Robert Koch, che introdusse metodi per sviluppare il numero di culture batteriche su gel di agar, contenenti specifici nutrienti in vetrini di Petri. L'idea di lunga data, che organismi viventi potessero facilmente originarsi da materia non vivente (generazione spontanea), fu attaccata in una serie di esperimenti condotti da Louis Pasteur, mentre i dibattiti tra vitalismo e meccanicismo (un argomento perenne a partire dai tempi di Aristotele e degli atomisti greci) si fecero sempre più serrati.

#### Louis Pasteur e la sua ultima battaglia
Louis Pasteur (1822-1895) fu colui che determinò la fine della teoria della generazione spontanea (e che contribuì alla nascita della medicina moderna). In particolare si ha memoria del suo ultimo dibattito tenutosi con i biologi del tempo, i quali non riuscivano a immaginare che gli esseri inferiori potessero nascere dalle uova (rettili) o dal genitore (mammiferi).
Per archiviare definitivamente l'argomento, i francesi accademici organizzarono un concorso nel quale si sarebbe scelta la teoria definitiva: la teoria della generazione spontanea o la teoria di Francesco Redi (primo fondatore della biologia). Pasteur per dimostrare la sua teoria prese un'ampolla contenente un infuso di erbe : sterilizzò il contenuto mettendo l'ampolla sul fuoco e infine allungò il collo rendendolo molto sottile. Il giorno del concorso Louis Pasteur spezzo il collo allungato, osservò al microscopio l'infuso, e come egli sapeva, non trovò nessun microbo. Infatti egli spiegò che non essendoci aria corrente abbastanza forte da poter spostare nel collo i microbi essi si erano tutti depositati su di esso. E così Louis venne proclamato vincitore e portò nella storia della biologia una delle più grandi scoperte della scienza.

#### Ascesa della chimica organica e della fisiologia sperimentale
In chimica, un tema centrale era la distinzione tra sostanze organiche e inorganiche, specialmente nel contesto di trasformazioni organiche come fermentazione e putrefazione. A partire da Aristotele queste erano state considerate essenzialmente dei processi biologici (vitali). Tuttavia, Friedrich Wöhler, Justus Liebig ed altri pionieri del campo in ascesa della chimica organica - portando avanti l'opera di Lavoisier - mostrarono che il mondo organico poteva spesso essere analizzato con metodi fisici e chimici. Nel 1828 Wöhler mostrò che una sostanza organica, l'urea poteva essere creata con mezzi chimici che non coinvolgono la vita, fornendo un potente argomento contro il vitalismo. Estratti di cellule ("fermenti") che potevano effettuare trasformazioni chimiche furono scoperti, a partire dalla diastasi nel 1833, e dalla fine del XIX secolo il concetto di enzima fu ben definito, sebbene le equazioni della cinetica chimica non sarebbero state applicate alle reazioni enzimatiche fino all'inizio del XX secolo.
Fisiologi come Claude Bernard esplorarono, attraverso la vivisezione ed altri metodi sperimentali, le funzioni chimiche e fisiche dei corpi viventi, fino ad un grado mai sperimentato, gettando le basi dell'endocrinologia (un campo che si sviluppò rapidamente dopo la scoperta del primo ormone, la secretina, nel 1902), della biomeccanica e dello studio della nutrizione e della digestione.
L'importanza e la diversità dei metodi di fisiologia sperimentale, all'interno, sia della medicina, che della biologia, crebbero notevolmente nella seconda metà del XIX secolo. Il controllo e la manipolazione dei processi vitali divennero un concetto centrale, e l'esperimento fu posto al centro dell'educazione biologica.

## Scienze biologiche del ventesimo secolo
All'inizio del XX secolo, la ricerca biologica era ancora svolta in gran parte nello stesso modo della storia naturale, con enfasi sull'analisi morfologica e la filogenetica, piuttosto che su spiegazioni causali basate su esperimenti. Tuttavia, fisiologi ed embriologi sperimentali anti vitalisti, specialmente in Europa, stavano diventando sempre più influenti. Lo spettacolare successo degli approcci sperimentali allo sviluppo, all'ereditarietà e al metabolismo negli anni 1900 e 1910 dimostrarono il potere della sperimentazione nella biologia. Nelle decadi successive, il lavoro sperimentale rimpiazzò la storia naturale come metodo prevalente di ricerca.

### Ecologia e scienze dell'ambiente
All'inizio del XX secolo, i naturalisti si confrontarono con una pressione crescente per aggiungere rigore e sperimentazione ove possibile, così come avevano fatto le nuove discipline biologiche basate sull'analisi di laboratorio. L'ecologia era emersa come combinazione di biogeografia con la teoria del ciclo biogeochimico portata avanti dai chimici; biologi di campo svilupparono metodi quantitativi come il "quadrat", e adattarono strumenti di laboratorio e macchine fotografiche. Zoologi e botanici fecero quanto era in loro potere per mitigare l'imprevedibilità del mondo vivente, eseguendo esperimenti di laboratorio e studiando ambienti naturali parzialmente controllati come i giardini: nuove istituzioni come la Stazione di Carnegie per l'evoluzione sperimentale e il laboratorio biologico marino fornirono ambienti più controllati per studiare gli organismi durante i loro interi cicli vitali.
La teoria della successione ecologica, introdotta tra il 1900 ed il 1910 da Henry Chandler Cowles e Frederic Clements, fu una tappa importante nella prima formulazione formale dell'ecologia vegetale. Le equazioni di Alfred Lotka, preda-predatore, gli studi di G. Evelyn Hutchinson della biogeografia e struttura biogeochimica di laghi e dei fiumi (limologia) e gli studi di Charles Elton sulle catene alimentari animali furono i primi tra la serie di metodi quantitativi che colonizzarono le discipline ecologiche in via di sviluppo. L'ecologia divenne una disciplina indipendente tra gli anni quaranta e cinquanta, dopo che Eugene P. Odum sintetizzò molte delle teorie sull'ecologia degli ecosistemi, ponendo al centro dell'indagine le relazioni tra gruppi di organismi.
Negli anni 1960, mentre i teorici dell'evoluzione esploravano la possibilità di unità di selezione multiple, gli ecologisti, si volsero ad approcci evoluzionisti. Nell'ecologia delle popolazioni, il dibattito sulla selezione di gruppo fu breve ma vigoroso. Dal 1970, la maggior parte dei biologi convenne che la selezione naturale fosse raramente efficace al di sopra del livello di organismi individuali. L'evoluzione degli ecosistemi tuttavia divenne un campo di ricerca persistente. L'ecologia si espanse rapidamente con la crescita del movimento ambientale; il programma biologico internazionale tentò di applicare i metodi della scienza, così efficaci nelle scienze fisiche, all'ecologia degli ecosistemi e alle pressanti istanze ambientali, mentre tentativi indipendenti su minore scala come la biogeografia insulare e la foresta sperimentale di Hubbard Brook aiutarono a ridefinire le finalità di una disciplina che si diversificava in modo crescente.

### Genetica classica, la sintesi moderna, e teoria dell'evoluzione
L'illustrazione di Thomas Hunt Morgan del crossing over, parte della teoria dell'ereditarietà dei cromosomi di Mendel, segnò la cosiddetta riscoperta di Mendel: Hugo de Vries, Carl Correns, e Erich von Tschermak indipendentemente pervennero alle leggi di Mendel. Poco dopo i citologi, biologi cellulari, proposero che i cromosomi fossero materiale ereditario. Tra gli anni 1910 e 1915, Thomas Hunt Morgan e i "Drosophilisti" rafforzarono queste due idee, entrambe controverse, sulla teoria sull'ereditarietà detta del cromosoma mendeliano. Essi quantificarono il fenomeno del collegamento genetico e postularono che i geni risiedono nei cromosomi come "perline su una stringa". Ipotizzarono che il crossing over spieghi i collegamenti, e costruirono mappe genetiche del moscerino della frutta, "Drosophila melanogaster", divenne un organismo modello ampiamente utilizzato.
Hugo de Vries cercò di collegare la nuova genetica con l'evoluzione, attraverso ereditarietà e ibridazione, propose una teoria di mutazionismo che fu ampiamente accettata agli inizi del secolo XX. Anche il lamarckismo aveva molti aderenti, mentre il darwinismo fu visto incompatibile per via dei caratteri a variabilità continua studiati dai biometrici, che sembravano solo in parte ereditabili.
Negli anni 1920 e 1930, a seguito dell'accettazione della teoria dei cromosomi mendeliani, l'emergere della disciplina della genetica delle popolazioni, con l'opera di R.A. Fisher, J.B.S. Haldane e Sewall Wright, unificò l'idea di evoluzione per selezione naturale con la genetica mendeliana, producendo la sintesi moderna. L'ereditarietà dei caratteri acquisiti fu respinta, mentre il mutazionismo diede modo alle teorie genetiche di maturare.

### La Genetica comportamentale
Nella seconda metà del secolo le idee della genetica delle popolazioni iniziarono ad essere applicate nella nuova disciplina della genetica comportamentale, sociobiologia e specialmente negli esseri umani, psicologia evoluzionista. Negli anni 1960 W.D. Hamilton e altri svilupparono approcci della teoria dei giochi per spiegare l'altruismo da un punto di vista evoluzionistico attraverso la selezione del kin. La possibile origine di organismi superiori attraverso endosimbiosi e i contrastanti approcci all'evoluzione molecolare nella visione gene-centrica, che considerava la selezione come la causa prevalente dell'evoluzione, e la teoria neutralista, che considerava un fattore chiave la deriva genetica, generava eterni dibattiti sull'opportuno equilibrio tra adattamento e casualità nella teoria evoluzionista.
Negli anni 1970 Stephen Jay Gould e Niles Eldredge proposero la teoria degli equilibri punteggiati che ipotizza che l'equilibrio è la caratteristica prevalente dei resti fossili, e che la maggior parte delle modifiche evoluzionistiche accadono rapidamente su periodi di tempo relativamente brevi. Nel 1980 Luis e Walter Alvarez proposero l'ipotesi che un evento meteoritico fosse responsabile dell'evento di estinzione del Cretaceo. Ancora all'inizio degli anni 1980 l'analisi statistica dei reperti fossili di organismi marini pubblicata da Jack Sepkoski e David M. Raup condusse a una maggior apprezzamento dell'importanza di eventi di estinzione di massa alla storia della vita sulla terra.

### Biochimica, microbiologia, e biologia molecolare
Nelle prime decadi del XX secolo, iniziarono ad essere isolate e sintetizzate le vitamine, i componenti minori dei cibi nella nutrizione umana. Migliori tecniche di laboratorio come la cromatografia e l'elettroforesi condissero a rapidi sviluppi nella chimica fisiologica, che , come la biochimica, iniziarono a ottenere indipendenza dalle loro origini mediche.
Negli anni 20 e 30 i biochimici, condotti da Hans Krebs e Carl Cori e Gerty Cori, iniziarono a portare alla luce molti dei cicli metabolici fondamentali alla vita: il ciclo dell'acido citrico, la glicogenesi e la glicolisi, e la sintesi di steroidi e porfirine. Tra gli anni 30 e 50, Fritz Lipmann e altri stabilirono il ruolo dell'ATP come trasportatore universale di energia nella cellula, e i mitocondri come la centrale produttiva della cellula. Simili studi biochimici continuarono ad essere molto attivi per tutto il XX e XXI secolo.

#### Origini della biologia molecolare
Seguendo l'ascesa della genetica classica, molti biologi, compresa una nuova ondata di scienziati fisici in biologia, affrontò la questione del gene e della sua natura fisica. Nel 1938, Warren Weaver capo della divisione scientifica della fondazione Rockefeller Foundation erogarono dei contributi per promuovere ricerche che applicassero i metodi della fisica e della chimica a problemi biologici basilari, coniando il termine biologia molecolare. Molti delle più significative scoperte in biologia tra gli anni 30 e 40 furono finanziate dalla fondazione Rockefeller.
Nel 1935, la cristallizzazione del virus mosaic del tabacco di Wendell Stanley, come una pura nucleoproteina, convinse molti scienziati che l'ereditarietà potesse essere spiegata puramente attraverso la fisica e la chimica. Come la biochimica, le discipline emergenti di batteriologia e virologia, successivamente riunite nella microbiologia, al confine tra scienza e medicina, si svilupparono rapidamente all'inizio del secolo XX. L'isolamento del batteriofago da parte di Félix d'Herelle durante la I guerra mondiale inaugurò una lunga serie di ricerche focalizzate sui virus fagi e i batteri che essi infettano.
Lo sviluppo di organismi standard, geneticamente uniformi che potevano produrre risultati sperimentali ripetibili fu essenziale per lo sviluppo della genetica molecolare. Dopo i primi lavori con la Drosophila, l'adozione di sistemi modello più semplici come il lievito del pane Neurospora crassa rese possibile collegare genetica alla biochimica, principalmente attraverso l'ipotesi di Beadle e Tatum "un gene, un enzima" nel 1941. Gli esperimenti genetici su sistemi ancora più semplici come il virus mosaic del tabacco e batteriofagi, aiutata dalle nuove tecnologie del microscopio elettronico e dell'ultracentrifugazione, spinse gli scienziati a rivalutare il significato letterale della vita; l'ereditarietà dei virus e la riproduzione di strutture cellulari delle nucleoproteine fuori del nucleo ("plasmagene") complicò la teoria accettata del cromosoma mendeliano.
Il dogma centrale della biologia molecolare fu proposto da Francis Crick nel 1958. Questa è la ricostruzione di Crick di come concepì l'asserto all'epoca. Le linee solide rappresentano, come sembrava nel 1958, i modi conosciuti di trasferimento di informazioni, e le linee tratteggiate rappresentano quelli postulati.
Oswald Avery mostrò nel 1943 che il DNA era il materiale genetico del cromosoma, non la sua proteina; ciò fu stabilito definitivamente con l'esperimento di Hershey-Chase nel 1952, uno dei molti contributi del cosiddetto gruppo fago, centrato attorno al fisico divenuto biologo Max Delbrück. Nel 1953 James D. Watson e Francis Crick, sulla base del lavoro di Maurice Wilkins e Rosalind Franklin, ipotizzarono che la struttura del DNA fosse una doppia elica. Nel loro articolo famoso "Molecular structure of Nucleic Acids", Watson e Crick notarono che: "Non è sfuggito alla nostra attenzione che l'appaiamento specifico che abbiamo postulato, suggerisce immediatamente un possibile meccanismo di copiatura del materiale genetico."
Dopo che nel 1958 l'esperimento Meselson-Stahl confermasse la replicazione semiconservativa del DNA, fu chiaro alla maggior parte dei biologi che la sequenza di acido nucleico debba in qualche modo determinare la sequenza di amminoacidi nelle proteine; il fisico George Gamow propose che un codice genetico fissato, collegasse proteine e DNA. Tra il 1953 e il 1961, furono poche sequenze biologiche note, sia di DNA, che di proteine, inoltre a complicare la situazione fu la scoperta del ruolo intermediario dell'RNA. Per decifrare realmente il codice, ci volle una serie estensiva di esperimenti in biochimica e genetica dei batteri, tra il 1961 e 1966, principalmente grazie al lavoro di Nirenberg e Khorana.
La mioglobina fu ampiamente usata da Sperm Whale usata per i primi studi cristallografici della struttura delle proteine, a causa della sua disponibilità.

#### Espansione della biologia molecolare
In aggiunta alla Divisione di Biologia del Caltech, il Laboratorio di Biologia Molecolare e i suoi precursori a Cambridge, e di altre istituzioni, l'istituto Pasteur divenne un centro importante per la ricerca di biologia molecolare alla fine degli anni 1950. Gli scienziati di Cambridge, guidati da Max Perutz e John Kendrew, si concentrarono sul campo rapidamente crescente della biologia strutturale, combinando la cristallografia ai raggi X con la modellazione molecolare e le nuove possibilità computazionali del digital computing Un numero di biochimici guidati da Fred Sanger successivamente si unì al laboratorio di Cambridge, contribuendo con lo studio della struttura e della funzione macromolecolare.
All'istituto Pasteur, François Jacob e Jacques Monod seguirono l'esperimento PaJaMo del 1959 con una serie di pubblicazioni concernenti l'operone, stabilisce la teoria della regolazione del gene e identificò ciò che Fivenne notò con l'RNA messaggero. Verso la metà degli anni 1960, il nucleo intellettuale della biologia molecolare era ampiamente completo: un modello per la base molecolare del metabolismo e della riproduzione. Dal finire degli anni 50 ai primi anni 70 fu un periodo di intensa ricerca ed espansione per la biologia molecolare, solo recentemente diventata una disciplina in qualche modo coerente.

### Le guerre molecolari
In quella che il biologo degli organismi E. O. Wilson chiamò le guerre molecolari, i metodi della biologia molecolare si espansero rapidamente, spesso venendo a dominare dipartimenti ed anche intere discipline. La molecolarizzazione fu particolarmente importante in genetica, immunologia, embriologia, e neurobiologia, mentre l'idea che la vita è controllata da un programma genetico, una metafora che Jacob e Monod introdussero dai campi emergenti della cibernetica e della scienza del computer, divenne una prospettiva influente in biologia.
L'immunologia in particolare divenne collegata alla biologia molecolare, con flussi di innovazione in entrambi i sensi: la teoria della selezione clonale sviluppata da Niels Jerne e Frank Macfarlane Burnet nella metà degli anni 50 aiutò a portare luce i meccanismi generali della sintesi proteica. La resistenza alla crescente influenza della biologia molecolare fu specialmente evidente nella biologia evoluzionista.
Il sequenziamento della proteina ebbe un grande potenziale per lo studio quantitativo dell'evoluzione, attraverso l'ipotesi dell'orologio molecolare, ma i principali biologi evoluzionisti considerarono l'importanza della biologia molecolare quale metodologia per risolvere le grandi domande dell'origine dell'evoluzione. I dipartimenti e le discipline asserirono la loro importanza e indipendenza: Theodosius Dobzhansky fece la famosa dichiarazione che "nulla ha senso in biologia se non alla luce dell'evoluzione" come una risposta alla sfida molecolare. Questa dichiarazione divenne anche più critica dopo il 1968; la teoria neutralista di Motoo Kimura dell'evoluzione molecolare suggerì che la selezione naturale non era l'onnipresente causa dell'evoluzione, almeno a livello molecolare, e l'evoluzione molecolare potrebbe essere un processo fondamentalmente diverso dall'evoluzione morfologica. La risoluzione di questo paradosso molecolare-morfologico è stato una tappa centrale della ricerca sull'evoluzione molecolare dagli anni 60.

### Biotecnologia, ingegneria genetica, e genomica
La biotecnologia nel senso generale è stata una parte importante della biologia dalla fine del XIX secolo. Con l'industrializzazione, i chimici e i biologi divennero consapevoli del grande potenziale di processi biologici controllati dall'uomo. In particolare, la fermentazione fu il processo più utilizzato dalle industrie chimiche. Dai primi anni 1970, furono sviluppate un'ampia serie di biotecnologie, dalle droghe quali la penicillina e gli steroidi a cibi come la Chlorella, le proteine unicellulari, al gasolio, come un'ampia gamma di ibridi per raccolti ad alta resa e tecnologie agricole, la base per la rivoluzione verde. Vennero creati ceppi ingegnerizzati del batterio Escherichia coli, strumenti cruciali nella biotecnologia come in molti altri campi biologici.

#### DNA Ricombinante
La biotecnologia nel senso moderno dell'ingegneria genetica iniziò negli anni 70, con l'invenzione di tecniche di DNA ricombinante. Furono scoperti alla fine degli anni 60, i cosiddetti enzimi di restrizione, seguendo tecniche di isolamento, duplicazione, e sintesi dei geni virali. Iniziando nel laboratorio di Paul Berg nel 1972 (aiutato da EcoRI dal laboratorio di Herbert Boyer, basandosi sul lavoro sulla ligasi del laboratorio di Arthur Kornberg), i biologi molecolari misero insieme questi pezzi per produrre i primi organismi transgenici.
Poco dopo, altri iniziarono a usare vettori plasmidi e aggiungere geni per la resistenza antibiotica, incrementando esponenzialmente i risultati delle tecniche ricombinanti. A causa dei potenziali pericoli, come la possibilità che un batterio prolifichi con un gene virale che causi il cancro, la comunità scientifica così come un'ampia gamma di outsider reagirono a questi sviluppi sia con entusiasmo che con moderato timore.
Insigni biologi molecolari guidati da Berg, suggerirono una moratoria temporanea sulla ricerca sul DNA ricombinante affinché i pericoli potessero essere attentamente valutati. Questa moratoria fu ampiamente rispettata, finché i partecipanti alla Conferenza di Asilomar sul DNA ricombinante, nel 1975, formularono una serie di policy, concludendo che la tecnologia poteva essere usata in sicurezza.
Seguendo Asilomar, si svilupparono rapidamente nuove tecniche di ingegneria genetica. I metodi di sequenziamento del DNA migliorarono enormemente, a partire da Fred Sanger and Walter Gilbert, così come la sintesi dell'oligonucleotide e le tecniche di transfezione. I ricercatori impararono a controllare l'espressione dei transgeni, e furono presto in grado, in contesti accademici e industriali, di creare organismi capaci di esprimere geni umani per la produzione di ormoni umani.
Tuttavia, questo era un compito più scoraggiante di quanto i biologi molecolari si fossero aspettati. Gli sviluppi tra 1977 e il 1980 mostrarono che, a causa dei fenomeni di divisione e giunzione dei geni, gli organismi superiori avevano un sistema di espressione genetica molto più complesso rispetto ai modelli dei batteri dei primi studi. Il primo risultato simile, per sintetizzare l'insulina umana, fu conseguito da Genentech. Questo segnò l'inizio del boom della biotecnologia e con esso l'età dei brevetti di geni, con una sovrapposizione senza precedenti tra biologia, industria e legge.

#### Sistematica molecolare e genomica
Dagli anni 1980, il sequenziamento delle proteine aveva già trasformato metodi di classificazione scientifica degli organismi, specialmente la cladistica, ma i biologi presto iniziarono a usare sequenze di RNA e DNA come caratteri; ciò espanse il significato di evoluzione molecolare all'interno della biologia evoluzionista, come il risultato che la sistematica molecolare poteva essere paragonata agli alberi evolutivi tradizionali basati sulla morfologia.
Seguendo le idee pionieristiche di Lynn Margulis sulla teoria endosimbiotica, che sostiene che alcuni degli organelli delle cellule eucariote si siano originate da organismi procarioti liberi attraverso relazioni simbiotiche, anche la divisione complessiva dell'albero della vita fu rivista. Negli anni 1990, i cinque regni: Piante, Animali, Funghi, Protisti e Monere, divennero tre: Archaea, Bacteria ed Eukarya, basati sul lavoro pionieristico di sistematica molecolare di Carl Woese con il sequenziamento di 16S rRNA.
Lo sviluppo e la polarizzazione della reazione a catena di polimerasi (PCR) alla metà degli anni 80, di Kary Mullis e altri presso la Cetus Corp. segnò un altro spartiacque nella storia della moderna biotecnologia, incrementando enormemente la facilità e la velocità dell'analisi genetica. Accoppiato all'uso di sequenze di etichette espresse, portò alla scoperta di molti più geni di quanti potevano essere trovati attraverso i metodi tradizionali biochimici o genetici aprendo la possibilità di sequenziare interi genomi.
L'unità di molta della morfogenesi degli organismi, dall'uovo fertilizzato adulto, iniziò ad essere svelata dopo la scoperta del "gene homeobox", prima nei moscerini da frutta e poi in altri insetti e animali, inclusi gli uomini. Questi sviluppi portarono a progressi nel campo della biologia evolutiva dello sviluppo attraverso la comprensione di come i diversi piani corporei del phyla animale siano evoluti e come sono imparentati uno con l'altro.
Il progetto Genoma Umano, il più ampio e costoso studio biologico mai affrontato, iniziò nel 1988 sotto la guida di James D. Watson, dopo un lavoro preliminare con organismi geneticamente più semplici come l'Escherichia coli, S. Cerevisiae e C. Elegans. I metodi di "sequenziamento shotgun" e di scoperta di geni iniziati da Craig Venter, e incentivati dalla promessa finanziaria di brevetti di geni con Celera Genomics, condussero a una competizione pubblico-privato di sequenziamento che si concluse in un compromesso, con la prima bozza di sequenze di DNA umano annunciato nel 2000.